# Мост Марије Валерије
Мост Марије Валерије (енгл. Mária Valéria Bridge) спаја Острогон у Мађарској и Штуровом у Словачкој, преко реке Дунав. Дугачак је око 500 метара. Име је добио по Марији Валерији из Аустрије (1868—1924), четвртом детету цара Франца Јозефа и Елизабете Баварске.
Мост је конструисао 1893. године архитекта који је изградио и неколико мостова на Дунаву, укључујући Мост слободе у Будимпешти и Елизабетин мост између Комарана и Комарома. Од отварања, 28. септембра 1895, мост је уништен два пута. Први пут 22. јула 1919.  детонацијом на првом пристаништу са његове западне стране, али мост је обновљен 1922. и потпуно је реконструисан 1926. године. Други пут, током Другог светског рата, повучене немачке трупе су разнеле мост 26. децембра 1944. године заједно са другим мостовима у близини Острогона.
Непопустљивост између комунистичких влада Мађарске и Чехословачке узроковао је не обновљеност моста све до новог миленијума, да би се поново отворио 11. октобра 2001. године. Половину трошкова пројекта покрила је Европска унија, десет милиона евра, у оквиру  PHARE пројекта за помоћ земљама кандидаткињама у њиховим припремама за придруживање Европској унији. Поновно отварање обележено је издавањем словачког печата. Обнова моста помогла је локалној економији у еврорегиону.
Пошто су Словачка и Мађарска део шенгенске зоне, на мосту не постоје граничне контроле. Обе земље постале су део шенгенског простора 12. децембра 2007. године, чиме је омогућено укидање свих имиграцијских и царинских провера.
Као младић, путописац Патрик Ли Фермор 1933—34. написао је књигу Време дарова, завршивши је на мосту, а други део, Између шуме и воде, започиње преласком у Острогон.